# Marin Leovac
Marin Leovac (Jajce, 7 agosto 1988) è un calciatore croato, difensore della Lokomotiva Zagabria.

## Carriera

### Club
Ha iniziato la sua carriera nello Sportunoin Aschbach, nel marzo 2001 si aggrega alle giovanili dell'USV Oed/Zeillern e nel 2002 si aggrega alle giovanili dell'Austria Vienna, facendo il suo debutto con la seconda squadra dell'Austria Vienna.
L'8 novembre 2009 ha fatto il suo debutto ufficiale con la prima squadra.

### Nazionale
Tra il 2014 ed il 2019 ha giocato complessivamente 5 partite con la nazionale croata.

## Palmarès

### Club

#### Competizioni nazionali
- Campionato austriaco: 1

Austria Vienna: 2012-2013
- Supercoppa di Croazia: 2

Rijeka: 2014
Dinamo Zagabria: 2019
- Coppa di Grecia: 1

PAOK: 2016-2017
- Campionato croato: 4

Dinamo Zagabria: 2018-2019, 2019-2020, 2020-2021, 2021-2022
- Coppa di Croazia: 1

Dinamo Zagabria: 2020-2021